# Bernard Docker
Sir Bernard Dudley Frank Docker (* 9. August 1896 in Edgbaston, Birmingham, Großbritannien; †  22. Mai 1978 in Bournemouth) war ein britischer Industrieller. Nach dem Zweiten Weltkrieg zählte er zu den reichsten Männern seines Landes. Zusammen mit seiner zweiten Ehefrau Norah Docker, die einen ebenso extrovertierten wie verschwenderischen Lebensstil pflegte, wurde er in den 1950er-Jahren zum Gegenstand umfangreicher öffentlicher Berichterstattung in den britischen Medien. Unregelmäßigkeiten in der Unternehmensführung, vor allem aber das Auftreten seiner Frau und mehrere von ihr ausgelöste Skandale führten dazu, dass Docker Mitte der 1950er-Jahre seine Funktionen verlor. Am Ende seines Lebens war er nahezu mittellos.

## Biografie

### Familiärer Hintergrund
Bernard Dockers Vater war der Unternehmer Frank Dudley Docker (1862–1944), seine Mutter war Lucy Constance, geb. Hebbert. Der Vater führte mehrere große Unternehmen, darunter die Birmingham Small Arms Company (BSA), zu der auch der Automobilhersteller Daimler und das Karosseriebauunternehmen Hooper gehörten, ferner die Metropolitan Cammell Carriage and Wagon Company, die während des Ersten Weltkriegs Panzer produzierte, sowie die Midland Bank. Außerdem hielt er Anteile an einer Reihe von Eisenbahnunternehmen wie der Londoner Metropolitan Railway. Bernard war das einzige Kind von Dudley und Lucy Docker. Seine Eltern bereiteten ihn von Beginn an darauf vor, als Erwachsener die Funktionen seines Vaters zu übernehmen. 
Bernard Docker galt persönlich als schüchtern und introvertiert. Er war zweimal verheiratet. Seine erste, 1933 geschlossene Ehe mit der Schauspielerin Jeanne Stuart hielt nur drei Monate. Sie endete, nachdem ein Privatdetektiv, den Bernards Vater engagiert hatte, Jeanne Stuart des Ehebruchs überführt hatte. Dockers zweite Ehefrau war Lady Norah Docker, geb. Turner. Die Ehe bestand von 1949 bis Bernard Dockers Tod 1978. Beide Ehen blieben kinderlos.

### Beruflicher Aufstieg

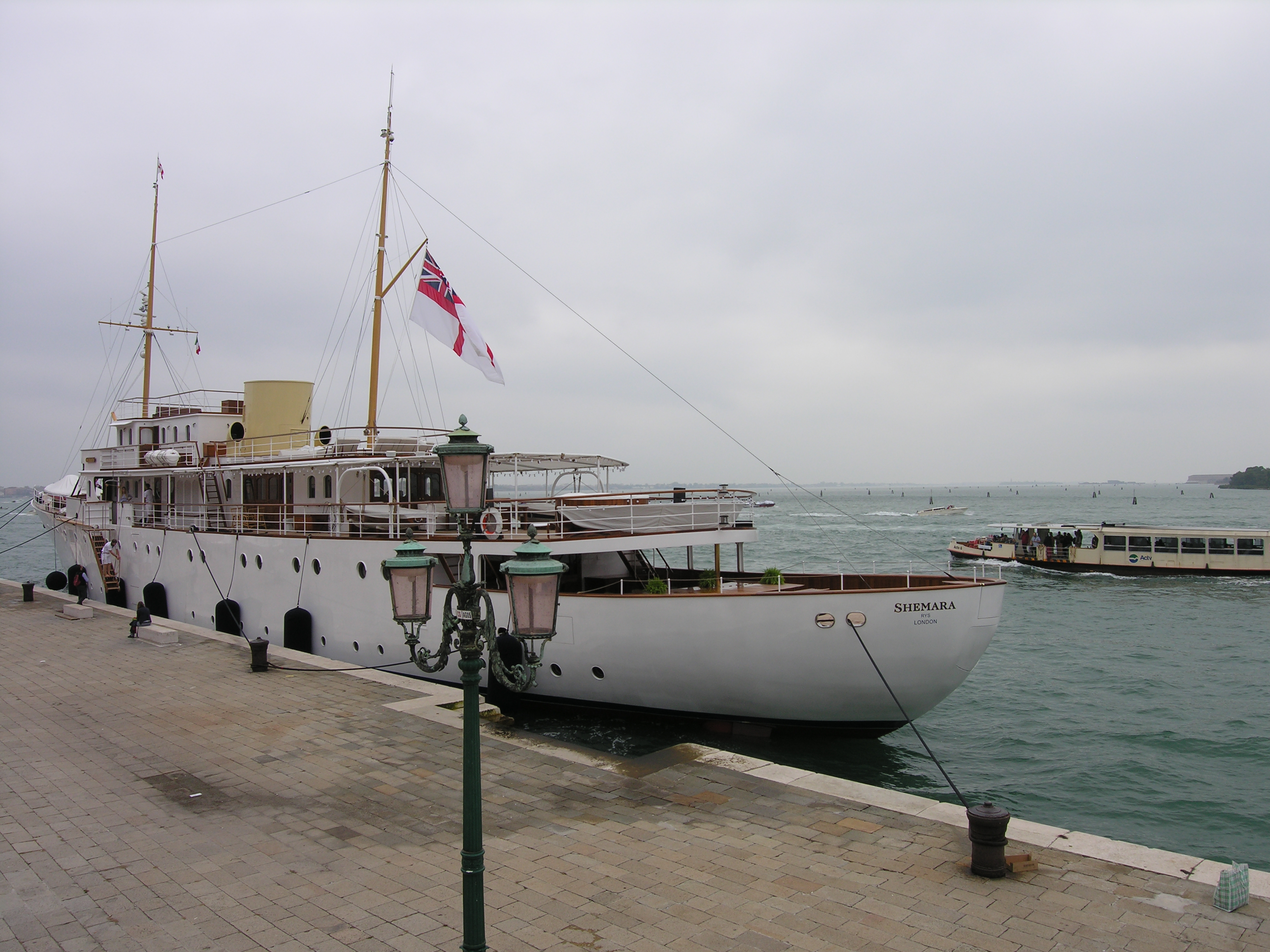
Von Bernard Docker in Auftrag gegeben: MY Shemara

Bernard Docker wurde in dem Eliteinternat Harrow ausgebildet. Nach dem Schulabschluss erhielt er eine Stellung in der Metropolitan Carriage Wagon & Finance Company, einem zum BSA-Konzern gehörenden Unternehmen, durch die er während des Ersten Weltkriegs seine Einberufung zur Armee umging. 1920 wurde er dort im Alter von 24 Jahren Vorstandsmitglied. In den folgenden zwei Jahrzehnten übernahm Docker jeweils auf Intervention seines Vaters den Vorsitz mehrerer britischer Industrie- und Handelsunternehmen wie Anglo-Argentine Tramways Company und Thomas Cook. 1939 kam er in den Vorstand von BSA, 1940 wurde er Direktor und im Dezember 1941 schließlich Vorstandsvorsitzender der Daimler Motor Company. Nach dem Tod seines Vaters im Juli 1944 war Docker einer der wohlhabendsten Menschen Großbritanniens. Ihm gehörten neben Unternehmensbeteiligungen auch zahlreiche Immobilien sowie die MY Shemara, die seinerzeit größte im Privatbesitz befindliche Motoryacht der Welt. Eine Quelle gibt Dockers Vermögen mit 890.000 £ an, was 2020 einem Wert von ca. 30 Mio £ entsprechen würde, andere Quellen sprechen von einem Milliardenvermögen nach heutigem Wert.

### Ehe mit Norah Docker: Rampenlicht und Niedergang

#### DieDazzling Dockers

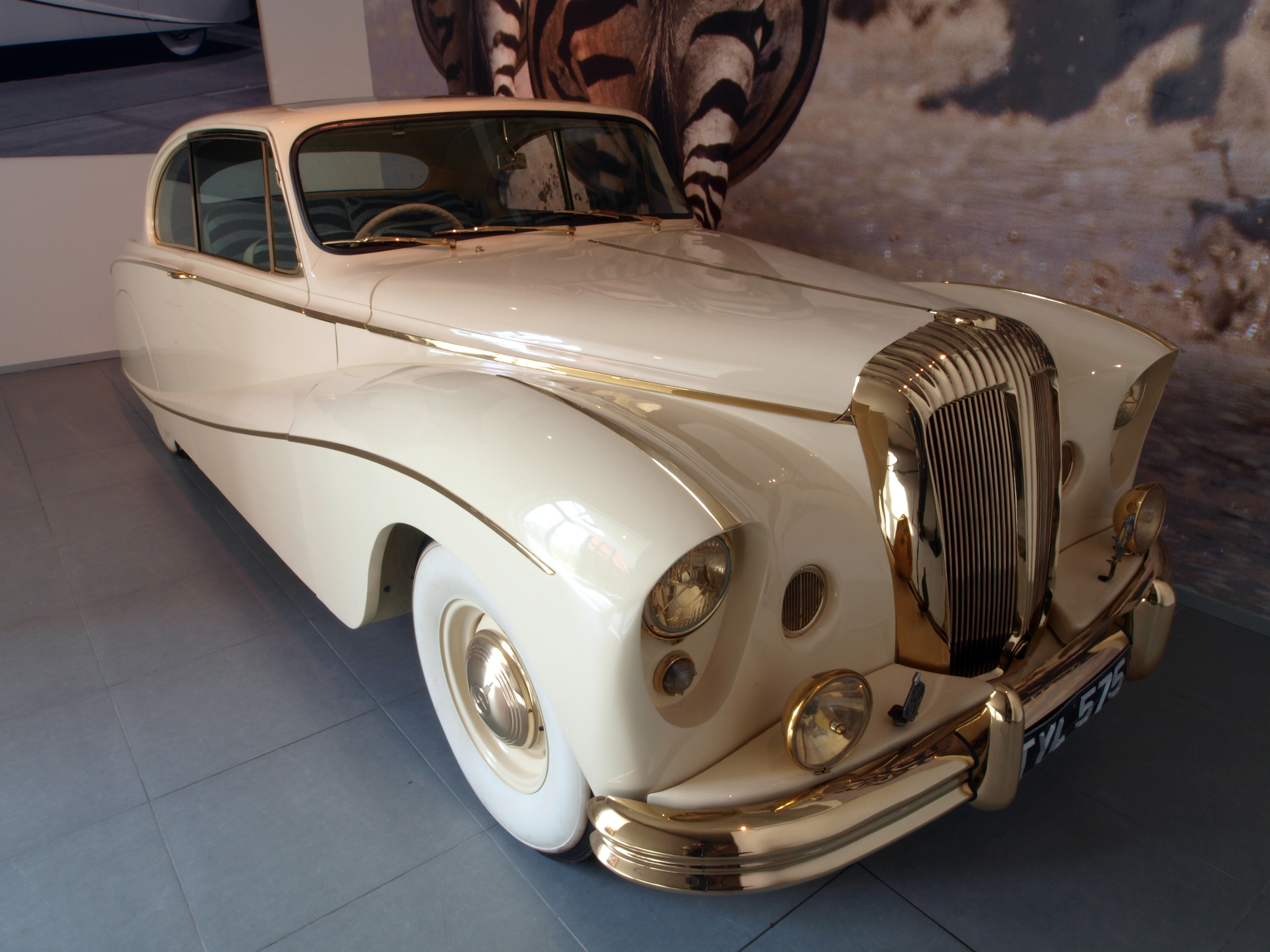
Der letzte Docker Daimler: Golden Zebra (1955)

Seit 1949 war Bernard Docker mit der extrovertierten Norah Docker verheiratet, einer zweimal verwitweten ehemaligen Hostess, deren frühere Ehemänner ebenfalls Millionäre gewesen waren. Docker gab seiner Frau frühzeitig einen Sitz im Vorstand von Daimler wie auch von Hooper und versorgte außerdem einige ihrer Angehörigen. Ein Schwager Norah Dockers etwa wurde Manager bei Daimler und später auch Vorstandsmitglied beim Karosseriehersteller Carbodies, der ebenfalls zum BSA-Konzern gehörte.
Norah Docker zog ihren Mann bereits kurz nach der Eheschließung ins Rampenlicht. Im folgenden Jahrzehnt waren die Dockers nahezu ununterbrochen Gegenstand der Berichterstattung in den Boulevardmedien. In der Presse war das Paar bald als Dazzling Dockers (strahlende Dockers) bekannt. Insbesondere Norah Docker zeigte dabei einen verschwenderischen Lebensstil, der im eklatanten Kontrast zu dem von Austerität geprägten Leben im Großbritannien der frühen Nachkriegsjahre stand und den sich der bis dahin zurückhaltende Bernard Docker zu eigen machte. Exemplarisch dafür sind die von Norah Docker initiierten sogenannten Docker Daimlers, große und auffällige Show Cars der Daimler Motor Company, die von 1951 bis 1955 in immer neuen Varianten erschienen und außergewöhnliche Details wie vergoldete Stoßstangen, Sitzbezüge aus Zebrafell und 7000 handgemalte Dekorsterne auf dem Lack zeigten. Die konservative britische Oberschicht, die Daimlers typische Klientel war, nahm die Docker Daimlers zumeist als „haarsträubend“ oder als Ausdruck schlechten Geschmacks wahr. Einige Quellen sehen in Norah Dockers Auftreten dementsprechend einen Grund für den Reputationsverlust und für den Niedergang der Marke Daimler. Vereinzelte Skandale wie das Ohrfeigen eines Kellners in Monaco oder die öffentlich gezeigte Nähe Norah Dockers zu Billy Hill, dem Kopf der Organisierten Kriminalität Londons, beschädigten das Ansehen beider Dockers. Die Medien thematisierten auch die private Nutzung der Docker Daimlers sowie den Kauf eines Schlosses in Wales auf Unternehmenskosten.

#### Erzwungener Rückzug aus dem Berufsleben
1953 folgte daraus der erste berufliche Rückschlag für Bernard Docker: Die Midland Bank, deren Vorstand er über 25 Jahre lang angehört hatte, zeigte sich „besorgt“ über den „unwürdigen Lebensstil“ und forderte Docker auf, sein Amt niederzulegen. Er kam dem nur widerstrebend nach.
Im Mai 1956 trennte sich auch der BSA-Vorstand von Bernard Docker. Auslöser waren Garderobenkosten Norah Dockers über 8.000 £ sowie die Kosten für den Flugtransport zweier Docker Daimlers nach Monaco, die sie jeweils der Daimler Company als Betriebsausgaben in Rechnung stellte. Die Vorstände hatten daraufhin mehrheitlich das Vertrauen in Bernard Docker verloren und waren der Auffassung, dass die mit diesem Verhalten verbundene Berichterstattung in den Medien mit „keinem vernünftigen wirtschaftlichen Gegenwert für die BSA-Gruppe verbunden“ sei. Sechs von neun Vorstandsmitgliedern stimmten daher gegen Bernard Dockers Verbleib im Vorstand. Bernard Docker wehrte sich dagegen mit einer 20.000 £ teuren Kampagne, in der unter anderem signierte Fotos von Norah Docker an 17.000 Aktionäre verschickt wurden und die auch Fernsehspots beinhaltete; am Ende ließ sich das Ausscheiden aber nicht abwenden. Dockers Nachfolger wurde Jack Sangster. Die Rückgabe der fünf Docker Daimlers musste Daimler in der Folgezeit gerichtlich durchsetzen.

### Ruhestand und Lebensabend
Im Laufe der zweiten Jahreshälfte 1956 zogen sich Bernard und Norah Docker vollständig aus dem BSA-Konzern zurück. Sie setzten ihren aufwendigen Lebensstil zunächst fort, gerieten in den frühen 1960er-Jahren allerdings in wirtschaftliche Schwierigkeiten. 1965 verkauften sie MY Shemara und im folgenden Jahr auch ihr Anwesen in Hampshire. Um Steuern zu sparen, ließen sie sich zunächst auf der Kanalinsel Jersey nieder, bevor sie in den 1970er-Jahren ihren Wohnsitz nach Mallorca verlegten. 
Seit 1976 lebte Bernard Docker allein in einem Pflegeheim im südenglischen Bournemouth. Er starb dort nach längerer Krankheit und fast erblindet im Mai 1978. Bei seinem Tod lebte Norah Docker noch auf Mallorca. Einige Jahre später kehrte sie nach London zurück, wo sie 1983 fast mittellos starb.